# 런비스

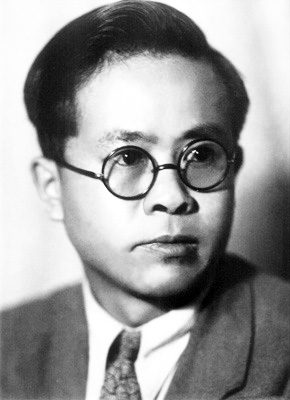

런비스(임필시, 중국어: 任弼时, 병음: Rén Bìshí, 1904년 4월 30일 - 1950년 10월 27일)는 중화인민공화국의 정치인이다.

## 생애
모스크바의 동방노력자공산대학(동방 대학)에 재학 중이던 1922년에 중국 공산당에 입당했다. 1927년 중국 공산주의 청년단(공청단) 중앙서기처 제1서기가 되었고, 1941년 당중앙 비서장, 1945년에 당 중앙위원회 서기가 된다.(당시, 제6기 7중전회에서 선출된 마오쩌둥과 주더, 류사오치, 저우언라이, 런비스를 5대 서기라고 한다.)
중화인민공화국 건국 직후인 1950년 10월 27일, 뇌일혈로 사망했다. 당시 나이는 만 46세였다.
| 전임 장타이레이 | 중국 공산주의 청년단 중앙서기처 제1서기 1927년 5월 ~ 1928년 6월 | 후임 관샹잉 |